# أبو عزيز (سوهاج)
قرية أبو عزيز هي إحدى القرى التابعة لمركز المراغة بمحافظة سوهاج في جمهورية مصر العربية. حسب إحصاءات سنة 2006، بلغ إجمالي السكان في أبو عزيز 11999 نسمة، منهم 6241 رجل و5758 امرأة.